# Christoph Anton von Migazzi
Christoph Anton von Migazzi (Christoph Bartholomäus Anton Migazzi, Graf zu Wall und Sonnenthurm; em italiano: Cristoforo Bartolomeo Antonio Migazzi, conte di Waal e Sonnenthurn; em húngaro: Migazzi Kristóf Antal) (Trento, 20 de outubro de 1714 – Viena, 14 de abril de 1803) foi um cardeal da Igreja Católica e arcebispo de Viena.

## Biografia
Nasceu em Trento em 20 de outubro de 1714. De uma família nobre empobrecida. Filho do Conde Vincenz von Migazzi e da Condessa Therese Aurelia Melchiori. Ele foi batizado com os nomes de Christoph Bartholomäus Anton. Ele tinha o título de conde imperial. Ele também está listado como Christoph Migazzi; como Christoph Graf Migazzi; e seu sobrenome também está listado como Migazzi von Waal und Sonnenthurn.
Foi enviado para estudar na escola de pajens da residência do cardeal Joseph Dominicus von Lamberg, príncipe bispo de Passau, 1723; mais tarde, de 1732 a 1736, frequentou o Jesuíta Collegio Germanico , de Roma, onde estudou teologia; finalmente, estudou na Universidade La Sapienza , em Roma, onde obteve o doutorado em utroque iure , tanto em direito canônico quanto em direito civil, em 29 de julho de 1736.
Cônego do capítulo da catedral de Trento em 1732. Prior comendador de S. Leonardo de Borghetto em 1735. Prior comendador de Egidio de Valsugana.
Ordenado em 7 de abril de 1738. Conclavista do Cardeal Joseph Dominicus von Lamberg no conclave de 1740. Cônego dos capítulos da catedral de Brixen e Olomouc. Nomeado auditor da Sagrada Rota Romana para a nação alemã em 1745. Gozou da total confiança da Imperatriz Maria Teresa, que o enviou a diversas missões diplomáticas, entre elas para obter o reconhecimento de Francisco I como imperador.
Eleito arcebispo titular de Cartago e nomeado coadjutor de Mechlin, com direito de sucessão, em 20 de setembro de 1751. Consagrada, em 10 de outubro de 1751, igreja de S. Apolinário, Roma, pelo Cardeal Giovanni Antonio Guadagni, OCD, auxiliado por Ferdinando Maria de Rossi, patriarca titular de Constantinopla, e por Luigi Calini, patriarca titular de Antioquia. Nomeado embaixador austríaco na Espanha em 1752. Em 22 de março de 1756, foi nomeado coadjutor de Vácz; quando o bispo morreu em junho de 1756, ele foi chamado de volta de seu posto de embaixador em Madrid em 20 de setembro de 1756. Ele renunciou ao cargo de coadjutor de Mechlin em 18 de julho de 1756. Promovido à sé metropolitana de Viena, em 23 de março de 1757. Presidente da comissão acadêmica para reformar a educação, 1760; tentou evitar o monopólio estatal na educação e também proteger os jesuítas.
Criado cardeal sacerdote no consistório de 23 de novembro de 1761; o papa enviou-lhe o barrete vermelho com um breve apostólico datado de 27 de novembro de 1761. Administrador de Vácz, 19 de abril de 1762. Condecorado com a grã-cruz da Ordem Austríaca de Sankt Stefanin 1765. Não participou do conclave de 1769, que eleito Papa Clemente XIV. Protetor da Ordem de São Paulo, 16 de dezembro de 1769. Quando o Papa Clemente XIV suprimiu a Companhia de Jesus em 1773, tentou salvar essa ordem na Áustria; e vinte anos depois, ele implorou, sem sucesso, ao imperador Francisco II que restabelecesse a ordem. Participou do conclave de 1774-1775, que elegeu o Papa Pio VI. Recebeu o chapéu vermelho em 16 de março de 1775; e o título de Ss. Quattri Coronati, 3 de abril de 1775. Renunciou à administração de Vácz em 9 de janeiro de 1786 por causa de suas divergências com o imperador José II. Não participou do conclave de 1799-1800, que elegeu o Papa Pio VII.
Morreu em Viena em 14 de abril de 1803. Exposto e enterrado na catedral metropolitana de Sankt Stephan, em Viena. Último cardeal sobrevivente do Papa Clemente XIII. Em 1894, a Migazziplatz, no 12º distrito de Viena, recebeu seu nome.